# Abu Sahl al-Farisi al-Nafusi
Abu Sahl al-Farisi al-Nafusi (arabe : أبو سهل الفارسي النفوسي; vers le IXe siècle – vers 912–960) est un poète et traducteur berbère musulman ibadite, connu pour sa poésie en deuil après la chute de l'Imamat Rustumide en Afrique du Nord. Né dans la tribu berbère Nafusi, on pense qu'il pourrait avoir eu des liens avec la famille Rustumide, certains sources suggérant qu'il était un descendant de cette famille. Bien que son épithète arabe al-Farisi, signifiant "le Perse", Abu Sahl est d'origine berbère.
Abu Sahl a servi de traducteur pour les dirigeants rustumides, notamment en traduisant entre le berbère et l'arabe. Après la chute de la capitale rustumide, Tihert, à la suite des invasions fatimides, il chercha refuge sur la côte algérienne, probablement à Marsa al-Dajaj. Là, il passe ses dernières années à composer son œuvre la plus célèbre, un diwan (recueil poétique) de 12 livres en berbère, retraçant l’histoire des Ibadite et lamentant leur déclin.
Une grande partie de son travail a été perdue après l’incendie de Qal'at Darjin en 1040, où étaient conservés des manuscrits ibadites. Les efforts du savant ibadite Abdullah bin Muhammed al-Lawati (1040–1134) pour récupérer des fragments de sa poésie ont été partiellement réussis, mais les tentatives ultérieures du chercheur moderne Ali Yahya Muammar (1919–1980) pour localiser ces fragments n’ont pas abouti.
La poésie d'Abu Sahl est considérée comme l’une des premières compositions poétiques en langue berbère, et si elle était retrouvée, elle pourrait revêtir une grande importance historique pour la compréhension de la communauté ibadite et de la période rustumide.

## Biographie

### Contexte et Origines
Abu Sahl al-Nafusi vécut au IIIe siècle de l'Hégire (IXe siècle), une époque où la dynastie des Rustumides régnaient en Afrique du Nord. Il fut témoin des changements survenus après le déclin de cette dynastie, qui s'est finalement terminée par les invasions Fatimides,.
Bien que son épithète arabe al-Farisi, signifiant "le Perse", pourrait suggérer des origines perses, il est généralement admis que la mère d'Abu Sahl pourrait avoir été liée à la famille Rustumide, une dynastie qui, selon certaines sources, avait des racines perses, ce qui pourrait lier son origine maternelle à cette famille,. Cependant, les sources historiques confirment qu'Abu Sahl n'était pas perse, mais un Berbère Nafusi, comme l'indique son second épithète, al-Nafusi, qui signale ses origines berbères,.
L'orientaliste polonais Tadeusz Lewicki estime que le père d'Abu Sahl était un Berbère Nafusi. Certaines sources indiquent également que le père d'Abu Sahl était le fils de Mimoun, lui-même fils d'Abd al-Wahhab, qui était le fils d'Abd al-Rahman ibn Rustum, le premier dirigeant de l'Imamat rustumide,. L'historien tunisien Othman Kaak note également qu'Abu Sahl pourrait avoir été l'un des petits-fils de Abd al-Rahman ibn Rustum, le premier dirigeant de l'Imamat Rustumide. Une autre version de l'histoire suggère que ses deux parents étaient directement liés à la famille Rustumide.

### Traducteur Rustumide
Les sources historiques ibadites indiquent qu'Abu Sahl, connu pour sa maîtrise du berbère, a servi de traducteur. On pense qu'il a travaillé pour le troisième dirigeant rustumide, Aflah ibn Abd al-Wahhab (r. 824-872), ou pour son petit-fils, Yusuf Abu Hatim ibn Muhammad (r. 894-897, 899-906), en particulier dans la traduction du berbère.

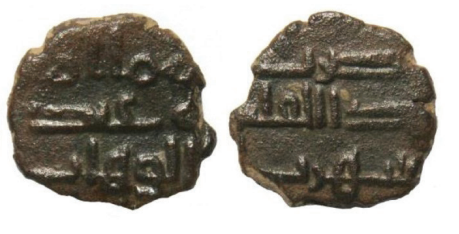
Fils frappé à Tihert au nom de Aflah ibn Abd al-Wahhab, pour qui Abu Sahl aurait agi en tant que traducteur.

Le chercheur libyen contemporain Ali Yahya Muammar estime qu'Abu Sahl a traduit pour Yusuf Abu Hatim ibn Muhammad, et non pour son grand-père Aflah ibn Abd al-Wahhab. Muammar suggère qu'Abu Sahl était probablement trop jeune pour avoir servi Aflah. L'historien algérien Ibrahim Bahaz propose qu'Abu Sahl ait pu traduire des lettres arabes des Rustumides en berbère pour les gouverneurs locaux de leurs provinces.
Après la chute de Tihert, siège du pouvoir de la dynastie rustumide, face aux offensives fatimides, Abu Sahl aurait cherché refuge le long de la côte algérienne. Les sources historiques suggèrent deux lieux possibles pour son installation : Marsa al-Kharraz et Marsa al-Dajaj. Ahmad al-Darjini (en)(d. 1270 EC) soutient qu'Abu Sahl se serait installé à Marsa al-Dajaj plutôt qu'à Marsa al-Kharraz. Il renforce son affirmation en déclarant :

« Il est rapporté que la tombe d'Abu Sahl se trouve à l'endroit mentionné [Marsa al-Dajaj] et continue d'être visitée. En effet, à l'époque, les Sanhaja venaient le visiter, et certains disaient : 'Allons au tombeau de celui qui pleure son péché et sa foi', ce qui soutient qu'il était dans Jazaʾir Bani Mazghannan, car c'est la terre des Sanhaja. »

Abu Sahl y vécut en retrait, se consacrant à l'adoration et composant des poèmes en deuil des pertes subies par la communauté musulmane après la fin du règne ibadite. Les gens venaient lui rendre visite jusqu'à sa mort, survenue probablement au début du IVe siècle de l'Hégire (entre 912 et 960 EC).

## Œuvres perdues
On pense qu'Abu Sahl a rédigé un diwan comprenant 12 livres en berbère, contenant des compositions poétiques qui chroniquent l'histoire des Ibâdîs (Ahl al-Daʿwa) en Afrique du Nord. Ses œuvres prennent la forme d'élégies déplorant la chute de l'Imamat Rustumide, exprimant une profonde tristesse pour la foi, ses adeptes et leur déclin. Selon Ahmad Al-Darjini, une personne nommée Said, des Nukkarites, aurait pris 6 livres de cette collection sans autorisation.
Lorsqu'ils ont découvert qu'Abu Sahl avait dédié son travail à leur communauté, les Ibâdîs envoyèrent un messager pour récupérer la collection auprès de Said. Les portions récupérées, ainsi que les poèmes restants, furent rassemblées en un seul volume conservé à Qal'at Darjin (dans l'actuelle Tunisie). Cependant, lorsque la ville fut capturée en 1040 (440 AH), tous les manuscrits ibadites qui y étaient stockés, y compris la collection d'Abu Sahl, furent brûlés et perdus,.
À la suite de cette perte, le savant ibadite Abdullah bin Muhammed al-Lawati (en) (c.1040-1134) chercha à récupérer les poèmes à partir des mémoires des Ibâdîs (Azzabas) qui les avaient autrefois mémorisés. Il réussit à récupérer 24 chapitres poétiques (bab) du diwan,. Cependant, ce processus entraîna des distorsions et des déséquilibres dans les textes, résultant en des incohérences, ainsi que des ajouts et omissions.
Ali Yahya Muammar a fait des efforts considérables pour retrouver les pièces poétiques autrefois rassemblées par Abu Abdullah. Il exprime son regret de la perte de nombreuses de ces œuvres, notant que : « Il est regrettable que ces pièces poétiques, même celles collectées par Abdullah, aient été perdues. J'ai déployé tous mes efforts pour retrouver certains de ces poèmes. L'une des erreurs commises par de nombreux historiens, à mon avis, est qu'ils n'ont pas travaillé pour transcrire ces références dans leurs langues originales ».
D'autres chercheurs, Ibn Idris Mustafa et Ibn Muhammad ibn Salih, suggèrent qu'il est possible que certains des poèmes berbères compilés en arabe et trouvés dans le livre de Ahmad al-Darjini Kitab Tabaqat al-Mashayikh bil-Maghrib proviennent de ce diwan.
Ibrahim Bahaz soutient que : La poésie d'Abu Sahl possède une grande valeur historique, malgré sa composition en langue berbère. Comme l'a noté al-Darjini, cette poésie comprend des passages qui documentent des événements pertinents pour la communauté ibadite (Ahl al-Daʿwa) et déplorent la disparition de l'Imamat Rustumide.
Les œuvres poétiques d'Abu Sahl sont parmi les premières compositions connues en langue berbère. Abdullah bin Muhammed al-Lawati a affirmé que ceux intéressés par la poésie arabe devraient chercher les poèmes de Imran ibn Hittan, un poète kharijite notable, tandis que ceux intéressés par la poésie berbère devraient explorer les vers d'Abu Sahl al-Farisi,.

## Sources
- (ar) Ahmad al-Darjini, طبقات المشائخ بالمغرب, تحقيق وطباعة إبراهيم طلاي [« Tabaqat al-Mashaikh bi-al-Maghrib, texte édité et publié par Ibrahim Talay »], vol. 2,‎ 1974, 351–352 p.
- (ar) Sulayman al-Wisyani, سير الوسياني، دراسة وتحقيق عمر بن لقمان حمو سليمان بوعصبانة [« Siyar de al-Wisyani, texte étudié et édité par Omar ben Lokmane Hamou Slimane Bouasbana »], vol. 1, Muscat, Ministry of Heritage and Culture, Oman,‎ 2009, 400 p.
- (ar) Ahmad ibn Said al-Shammakhi, كتاب السير، تحقيق أحمد بن سعود السيابي [« Kitab Al-Siyar, texte édité par Ahmad bin Saud al-Siyabi »], vol. 1, Ministry of Heritage and Culture, Oman,‎ 1992, 2nd éd., 244 p.